# Mannen som blev miljonär
Mannen som blev miljonär è un film del 1980 diretto da Mats Arehn.

## Trama
Un detective della Säkerhetspolisen è testimone di un attacco terroristico in cui perde la vita un diplomatico straniero, ucciso dall'esplosione di un ordigno. Dopo poco tempo viene rapita la figlia del Primo ministro, con la richiesta come riscatto della liberazione dell'attentatore appena arrestato.

## Riconoscimenti
Guldbagge - 1980
Miglior film